# Андреа Пирло
Андреа Пирло (итал. Andrea Pirlo; Флеро, 19. мај 1979) је бивши италијански фудбалер, a садашњи фудбалски тренер и члан је Реда заслужних Италије — OMRI. Тренутно је тренер Сампдорије. Обично је играо на позицијама на средини терена, као плејмејкер, и у клубовима и у репрезентацији. Означен је од стране многих као један од најбољих играча икада на тој позицији, због визије, контроле лопте, технике, креативности и способности да упути прави пас, као и због тога што је био специјалиста за извођење слободних удараца.
Каријеру је почео као офанзивни везни у Бреши, којој је помогао да освоји титулу у Серији Б и самим тим избори пласман у Серију А 1997. Прешао је у Интер 1998, али није успијевао да се избори за минутажу и послат је на позајмицу 1999. Упркос добрим партијама у Ређини и поново у Бреши, ипак није успио да се избори за стартних 11 у Интеру и продат је Милану. Тренер Милана — Карло Анчелоти, одлучио је да му промијени позицију и трансформише га у плејмејкера, који ће оркестрирати тимским нападом. На новој позицији, Пирло је убрзо постао један од најбољих везних фудбалера на свијету и освојио је велики број трофеја, укључујући двије Лиге шампиона, два УЕФА суперкупа, двије титуле Серије А, Свјетско клупско првенство, Суперкуп Италије и Куп Италије. Након преласка у Јувентус 2011, освојио је Серију А још четири пута, као и два Суперкупа и Купа Италије. Након што је играо у Италији преко 20 сезона, прешао је у амерички Њујорк Сити 2015, гдје је остао три године и помогао клубу да се пласира у плеј оф 2016 . и 2017. Након 23 сезоне, завршио је каријеру на крају сезоне 2017.
На међународном нивоу, Пирло је фудбалер са највише наступа у репрезентацији Италије, са 116 наступа између 2000. и 2015. Наступао је за селекције Италије до 15, 18 и 21 годину. Као капитен, водио је репрезентацију до 21 године до титуле на Европском првенству 2000, гдје је био најбољи стријелац и добио је награду Златни играч. За сениорску репрезентацију дебитовао је у септембру 2002. и био је капитен репрезентације на Олимпијским играма 2004. Касније, био је један од главних играча у освајању Свјетског првенства 2006, на којем је добио награду за играча утакмице три пута, више него било који други играч и изабран је у идеални тим првенства. На Европском првенству 2012, предводио је Италију до финала, такође освојивши награду за играча утакмице три пута, што је, заједно са Андресом Инијестом, највише на првенству, гдје је такође изабран у идеални тим. Наступао је и на Европским првенствима 2004 и 2008, Свјетским првенствима 2010 и 2014 и на Купу конфедерација 2009 и 2013, на којем је изабран у идеални тим, након што је Италија завршила на трећем мјесту.
У избору за најбољег плејмејкера на свијету, који спроводи Међународна федерација за фудбалску историју и статистику, нашао се на трећем мјесту  2006, другом 2007, четвртом 2012. и трећем 2013. и 2015. У избору за најбољег фудбалера Европе, нашао се на четвртом мјесту 2012 и седмом 2015. Нашао се на седмом мјесту у избору за ФИФА фудбалера године 2007, петом у избору за Златну лопту 2007. и седмом у избору 2012. Изабран је у идеалних 11 за 2006 годину, од стране FIFpro и у УЕФА тим године 2012. Проглашен је за фудбалера године Серије А 2012, 2013 и 2014, а такође се нашао у тиму године Серије А у истим сезонама. Након што је помогао Јувентусу да дође до финала Лиге шампиона 2014/15, изабран је у идеални тим Лиге шампиона те сезоне. Године 2012, проглашен је за осмог најбољег фудбалера на свијету, по избору Гардијана. Године 2013, Bloomberg га је уврстио на пето мјесто најбољих фудбалера у Европи. Године 2015, Франс фудбал га је сврстао у топ 10 најбољих фудбалера на свијету, који су изнад 36 година.

## Клупска каријера

### 1994—2001: Почетак каријере
Пирло је рођен у Флероу, провинцији Бреше. Каријеру је почео у младом тиму Флеро, након чега је прешао у Волунтас, а касније је прешао у омладински тим Бреше 1994, гдје је углавном играо одмах иза нападача. Године 1995, са 16 година, дебитовао је у Серији А; у игру га је убацио тадашњи тренер Бреше — Мирчеа Луческу. Наредне сезоне, није био у првом тиму, а са младим тимом освојио је Торнео ди Вјаређио. У сезони 1996/97, помогао је клубу да освоји титулу у Серији Б и избори пласман у Серију А. Први гол у Серији А постигао је 19. октобра 1997, у побједи 4:0 против Виченце.
Захваљујући добрим партијама у дресу Бреше, Пирла је примјетио тренер Интера, Луческу, који је потписао уговор са њим. Није успио да се избори за константност у првом тиму, у сезони коју је Интер завршио на осмом мјесту. За сезону 1999/00, прешао је у Ређину на позајмицу, заједно са Робертом Барониом и Мохамедом Калоном. Након импресивне сезоне у Ређини, вратио се у Интер, али поново није успио да се устали у првом тиму, одигравши само четири утакмице у лиги. Други дио сезоне 2000/01, провео је у бившем клубу, Бреши, гдје је играо заједно са идолом из дјетињства — Робертом Бађом. Пошто је Бађо играо на позицији офанзивног везног, тренер Бреше — Карло Мацоне, премјестио је Пирла на позицији плејмејкера умјесто офанзивног везног, поставши тако први тренер који га је користио на позицији плејмејкера. Упркос томе што су се мучили на почетку те сезоне, Бреша је завршила на седмом мјесту, уз пласман у четвртфинале Купа и квалификовала се за Интертото куп 2001. Битан тренутак за Пирла у сезони био је дубоки пас којим је Бађо изједначио против Јувентуса на стадиону Деле Алпи, 1. априла 2001.

### Милан

#### 2001—2004: Домаћи и европски успјеси
Након три сезоне у Интеру, Пирло је прешао у редове градског ривала — Милана, за 33 милијарде италијанских лира, 17.043.078 евра, 30. јуна 2001, последњег дана прелазног рока. Трансфер је дјелимично финансиран од стране покрета Дражена Бинчића, а сума није објављена. У истом прелазном року, Интер и Милан су замијенили Кристијана Брокија (25  милијарди лира;(12.9  милиона евра) за Андреаса Гуљелминпјетра (непозната цијена; 8.537  милиона евра зарада) и Матеа Боганија за Паола Ђинестру. Договори су окарактерисани од стране медија, да се врше ради стварања лажног профита, надувавањем вриједности играча у тим замјенама. Размјена у коју су били укључени Ђинестри и Богани, донијела је и Интеру и Милану по око 3,5 милиона евра профита, што се углавном манифестује кроз права регистрације играча.
У Милану, под тренером Карлом Анчелотијем, Пирло се развио у играча свјетске класе и једног од најбољих плејмејкера на свијету, остваривши разне успјехе у домаћим и европским такмичењима током периода проведеног у клубу. Пирло се касније осврнуо на период проведен са Анчелотијем, изјавивши: „промијенио ми је каријеру, ставивши ме испред одбране. Дијелимо неке незаборавне тренутке. Имали смо сјајну прошлост заједно“. Након што је Мацоне први одлучио да помјери Пирла на позицију дубоког плејмејкера, испред одбране, током периода проведеног у Бреши сезону раније, тренер Милана — Фатих Терим и највише његов насљедник — Карло Анчелоти, додатно су развили Пирла на тој позицији у Милану. У Анчелотијевим формацијама, 4–3–1–2 и 4–3–2–1, Пирло је играо на позицији дубоког плејмејкера испред одбране, што му је дозволило да игра заједно са другим креативним офанзивним везним играчима, као што су Ривалдо, Руи Коста и Кака, надокнађујући празнину која је настала одласком легенде Милана — Деметриом Албертинијем. Постао је незамјењиви дио средине терена, коју је чинио заједно са Ђенаром Гатузом, Масимом Амброзинијем и Кларенсом Седорфом. Добио је надимак метроном, због начина на који је успостављао ритам тима.
За Милан је дебитовао 20. септембра 2001, у побједи 2:0 против Бате Борисова, у Купу УЕФА, након што је у игру ушао умјесто Масима Донатија. Током прве сезоне у клубу, помогао је Милану да заврши на четвртом мјесту у Серији А и обезбиједи пласман у квалификације за Лигу шампиона за сезону 2002/03, као и да се пласира у полуфинале Купа УЕФА 2001/02, што је најбољи резултат клуба у том такмичењу. На дан 30. марта 2002, постигао је први гол за Милан, у побједи 3:1 против Парме, из слободног ударца.
У Серији А 2002/03, био је најбољи у четири категорије: укупно пасова (2.589), посједу лопте (123 сата и 39 минута), успјешних лопти (661) и успјешних пасова (2.093); имао је просјек од скоро 90 пасова по утакмици. Током сезоне, његове друге у клубу, постигао је девет голова у Серији А, што му је био најбољи учинак у дотадашњој каријери, док је Милан завршио на трећем мјесту, освојивши Куп побједом над Ромом у финалу, као и Лигу шампиона 2002/03, гдје је у финалу побиједио Јувентус 3:2 након продужетака, након што је било 0:0 у регуларном дијелу. Наредне сезоне, Пирло је са Миланом освојио Суперкуп Европе, побједом над Портом, док су у Суперкупу изгубили на пенале од Јувентуса! Пирло је постигао гол из пенала у продужецима за 1:1, а затим и у пенал серији. На Свјетском клупском првенству, Милан је још једном изгубио након извођења једанаестераца, од Боке јуниорс; Пирло је асистирао код гола за 1:0, али је промашио пенал у пенал серији. У сезони 2003/04, освојио је са Миланом Серију А први пут, након што је на почетку те сезоне освојио Суперкуп Италије побједом над Лациом.

#### 2004—2006: Слабији резултати
У сезони 2004/05, Милан је завршио на другом мјесту у Серији А, иза Јувентуса. У Лиги шампиона 2004/05, нашао се на другом мјесту по броју асистенција, са четири асистенције, помогавши Милану да стигне до финала. У финалу, Милан је играо против Ливерпула, 25. маја 2005; Пирло је асистирао Паолу Малдинију код водећег гола, у 50 секунди утакмице, док је комбиновао са Каком код гола Ернана Креспа за вођство од 3:0 на полувремену. Ипак, у другом полувремену, Ливерпул је стигао до 3:3, играли су се продужеци и пенали и Милан је изгубио у пенал серији, гдје је Пирлу Јиржи Дудек одбранио пенал. Пирло је касније у аутобиографији написао да му је тај пораз од Ливерпула био најгори тренутак у каријери и да је размишљао о завршетку каријере након тог меча.
Наредне сезоне, Милан је још једном завршио на другом мјесту у Серији А, иза Јувентуса, прије него што му је одузето 30 бодова због умијешаности у намјештање утакмица, у афери познатој као калчополи, због које је Јувентус избачен у Серију Б. Исте сезоне, Милан је стигао до полуфинала Лиге шампиона, гдје је поражен од Барселоне у двомечу, док је стигао до четвртфинала Купа Италије. У избору за Златну лопту 2006, Пирло се нашао на деветом мјесту, док је Златну лопту освојио његов саиграч из репрезентације — Фабио Канаваро. Изабран је у идеалних 11 за 2006. годину, у избору FIFPro.

#### 2006—2009: Друга титула Лиге шампиона
Андреа је демонстрирао сав свој таленат и вриједност. Када смо играли заједно, све је почињало од њега. Увијек је имао сјајан дар да визуализује и предвиди игру прије свих осталих. Његова визија, оно што може да уради са лоптом и шта је способан да створи, чини га истинском суперзвијездом. Андреа има нешто што не виђате често.— Роберто Бађо о Пирлу 2007.
Пирло је одиграо највише минута за Милан у сезони 2006/07, са одиграних 2.782 минута на 52 утакмице. Са Миланом, освојио је Лигу шампиона по други пут, седми пут за клуб, док је у Серији А помогао тиму да заврши на четвртом мјесту и пласира се у квалификације за Лигу шампиона за наредну сезону. У Купу Италије, Милан је елиминисан у полуфиналу. У реванш утакмици полуфинала Лиге шампиона 2006/07, асистирао је код гола Седорфа, у побједи 3:0 против Манчестер јунајтеда, којом је обезбијеђен пласман у финале, након што је у првој утакмици Манчестер побиједио 3:2 на Олд Трафорду. У финалу у Атини, асистирао је Филипу Инзагију за водећи гол, из слободног ударца, помогавши Милану да побиједи Ливерпул 2:1, реванширавши се за пораз на пенале у Истанбулу. У сезони 2007/08, освојио је са Миланом Суперкуп Европе, побједом 3:1 против Севиље, уз асистенцију код другог гола, а проглашен је за играча утакмице. Такође, помогао је клубу да освоји Свјетско клупско првенство по први пут у историји, побједом 4:2 против Боке јуниорс у финалу, уз асистенцију Алесандру Нести за 2:1. У октобру 2007, номинован је за Златну лопту, ФИФА фудбалера године, као и за најбољег плејмејкера у избору међународне федерације за фудбалску историју и статистику; све три награде освојио је његов саиграч — Кака, док се Пирло нашао на петом мјесту у избору за Златну лопту, седмом у избору за ФИФА фудбалера године и другом и избору за најбољег плејмејкера. Упркос добром почетку, Милан је доживио пад форме у другом дијелу сезоне и завршио је на петом мјесту у Серији А, не успијевши да се квалификује у Лигу шампиона; док је такође испао у осмини финала Лиге шампиона 2007/08, од Арсенала и у осмини финала Купа Италије, од Катаније. У сезони 2008/09, Милан је завршио Серију А на другом мјесту, иза Интера, док је у Купу УЕФА испао у шестаестини финала, као и у осмини финала Купа Италије.

#### 2009—2011: Други Скудето
Након што су Кака и тренер Анчелоти напустили Милан на љето 2009, Челси је понудио 12 милиона евра и Клаудија Пизара за Пирла. Милан је одбио понуду, док су медији извијестили да је Пирло поднио захтјев за трансфер, истичући да су фудбалери Милана лоше поднијели одлазак Каке. На дан 5. августа, власник клуба — Силвио Берлускони, одлучио је да не прода Пирла, за којег је рекао да је презадовољан и да жели да заврши каријеру у Милану. На дан 21. октобра 2009, постигао је гол из слободног ударца са 30 метара, у побједи 3:2 против Реал Мадрида у оквиру групне фазе Лиге шампиона 2009/10. али је Милан испао у осмини финала од Манчестер јунајтеда. Сезону у Серији А, Милан је завршио на трећем мјесту, док је у Купу Италије елиминисан у четвртфиналу, под новим тренером — Леонардом.
У сезони 2010/11, Милан је доминирао Серијом А. На дан 25. септембра 2010, Пирло је упутио дуги пас изнад одбране, пронашавши Златана Ибрахимовића, који је постигао једини гол у побједи 1:0 против Ђенове. На дан 2. октобра, постигао је гол са 36 метара, у побједи 1:0 против Парме, што је била прва побједа Милана на гостовању те сезоне. На дан 14. маја 2011, Пирло је одиграо последњу утакмицу у дресу Милана; ушао је са клупе умјесто Амброзинија, у побједи 4:1 против Каљарија и Милан је освојио Серију А. Четири дана касније, потврдио је да ће напустити Милан на крају сезоне, након одлуке клуба да му не понуди продужетак уговора. У последњој сезони у Милану, наступио је на само 17 утакмица у Серији А, под тренером Масилимилијаном Алегријем, уписавши само један гол и три асистенције, освојивши Серију А по други пут. У Лиги шампиона, Милан је испао у осмини финала, док је у Купу Италије испао у полуфиналу.
Укупно у дресу Милана, одиграо је 401 утакмицу и постигао 41 гол. Са клубом, освојио је два пута Серију А, као и два пута Лигу шампиона: 2003 и 2007, и финале 2005. Такође, освојио је Куп Италије 2003, Суперкуп Италије 2004, Суперкуп Европе 2003 и 2007, као и Свјетско клупско првенство 2007. Играо је кључну улогу и у сезонама и 2004/05 и 2005/06, када је Милан завршио на другом мјесту у Серији А, уз поразе у финалу Суперкупа Италије 2003 и Свјетског клупског првенства 2003, оба на пенале.

### Јувентус
Када ми је Андреа рекао да ће прећи код нас, прва ствар коју сам помислио била је „Бог постоји“. Фудбалер његовог калибра и способности, да не помињемо да је био бесплатан, мислим да је то био потпис вијека!— Ђанлуиђи Буфон о преласку Пирла у Јувентус 2011.

#### 2011/12.
Након одласка из Милана 2011, Пирло је потписао уговор са Јувентусом до 2014. За Јувентус је дебитовао у поразу 2:1 у пријатељској утакмици против Спортинга. Прву такмичарску утакмицу одиграо је у првом колу Серије А за сезону 2011/12, у којем је Јувентус кући побиједио Парму 4:1; уписао је двије асистенције, за Стефана Лихтшајнера и Клаудија Маркизија, који је тако постигао први гол за Јувентус на домаћем стадиону; Пирло је такође направио 110 пасова на утакмици. Антонио Конте га је упарио са млађим везним играчима — Маркизиом и Артуром Видалом, у формацији са три везна играча, што је омогућило Пирлу да функционише креативно као дубоки плејмејкер, док су га Маркизио и Видал подржавали дефанзивно. Први гол за Јувентус постигао је из слободног ударца, у побједи 3:1 против Катаније, 18. фебруара 2012, захваљујући чему се Јувентус вратио на прво мјесто Серије А, испред Милана. На дан 18. марта, постигао је гол у побједи 5:0 против Фјорентине, а гол је посвјетио Фабрису Муамби, који је доживио акутни застој срца, током којег му срце није куцало 78 минута, током утакмице ФА купа, између његовог Болтона и Тотенхема, која се играла раније током истог дана.
Сезону је завршио освајањем Серије А, након што је помогао Јувентусу да осигура титулу побједом 2:0 против Каљарија. Уписао је највише асистенција у Серији А те сезоне, са 13, а такође је постигао и три гола. Креирао је преко 100 шанси за гол и упутио је 
2.643 паса, са 87% успјешности, упутивши 500 пасова више него било који други играч у лиги. Једини фудбалер на свијету који је имао више пасова те сезоне, био је Чави. Због перформанси те сезоне и због тога што је играо кључну улогу у освајању титуле у Серији А, прве за Јувентус након девет година, нашао се у идеалном тиму сезоне Серије А, заједно са Видалом. У Купу Италије, Јувентус је поражен у финалу од Наполија 2:0, головима Едисона Каванија и Марека Хамшика. Након што је предводио Јувентус до титуле у Серији А, освајања Суперкупа Италије и пласмана у финале Купа, као и пласман у финале Европског првенства 2012 са Италијом, номинован је за најбољег играча у Европи по избору УЕФА, у којем се нашао на четвртом мјесту. Такође, нашао се у тиму године по избору УЕФЕ и по избору Европских спортских медија (ESM).

#### 2012/13.
Сезону 2012/13, почео је у Суперкупу Италије, који је игран у Пекингу, 11. августа 2012. године; Јувентус је побиједио Наполи 4:2 након продужетака. У првом колу Серије А, постигао је гол из слободног ударца у побједи 2:0 против Парме. Гол је проузроковао много контроверзи, јер су фудбалери Парме тврдили да лопта није прешла гол линију, а поновљени снимак није могао да утврди. У другом колу, у побједи 4:1 против Удинезеа, изборио је пенал који је Видал погодио за вођство, а затим је асистирао Себастијану Ђовинку код четвртог гола. На дан 29. септембра, Пирло је постигао водећи гол, из слободног ударца, у побједи 4:1 против Роме. Заједно са Буфоном, био је номинован за Златну лопту. У групној фази Лиге шампиона 2012/13, уписао је три асистенције, док је Јувентус групну фазу завршио без пораза и пласирао се у осмину финала први пут након сезоне 2008/09. Изабран је за фудбалера године у Серији А, као и за најбољег везног играча сезоне, освојивши и награду Гверин д’Оро, коју додјељује часопис Гверин, за најбољег играча Серије А. Такође, изабран је у идеални тим Серије А за ту сезону. Освојио је и награду Палоне азуро, која се додјељује играчу године у репрезентацији Италије, док се нашао на четвртом мјесту у избору за најбољег плејмејкера године и седмом у избору за Златну лопту. Јувентус је одбранио титулу у Серији А те сезоне, али је елиминисан од Бајерн Минхена у четвртфиналу Лиге шампиона 2012/13 и у полуфиналу Купа Италије од Лација; оба тима која су елиминисала Јувентус — освојила су та такмичења.

#### 2013/14.
Сезону 2013/14, почео је у Суперкупу Италије, у којем је Јувентус побиједио Лацио 4:0 на стадиону Олимпико. Пирло је учествовао у акцији код водећег гола Пола Погбе, у 23 минуту. Био је једини италијански фудбалер номинован за Златну лопту, а такође је био номинован и за идеални тим године 2013. по избору FIFPro. На дан 1. децембра, доживио је повреду лигамената кољена, због које је морао да паузира више од мјесец дана. На дан 12. јануара 2014, потписао је нови уговор са Јувентусом, до 2016. На дан 27. јануара, проглашен је за фудбалера године у Серији А за 2014. годину, што је био други пут заредом да добије признање, а такође је уврштен у идеални тим године. Јувентус је освојио 30 титулу првака Серије А те сезоне, уз рекордна 102 бода и 33 побједе у 38 утакмица; то је била трећа титула заредом за Јувентус од доласка Пирла у клуб. У Купу Италије, Јувентус је изгубио у четвртфиналу од Роме, док је у Лиги шампиона 2013/14, испао у групној фази, након чега је дошао до полуфинала Лиге Европе за сезону 2013/14, гдје је испао од Бенфике, док је Пирло постигао побједоносни гол у осмини финала, у побједи 1:0 против Фјорентине. Због својих перформанси у такмичењу, изабран је у идеални тим сезоне Лиге Европе.

#### 2014/15.
На дан 11. јуна 2014, потписао је нови уговор са Јувентусом, до 2016. На дан 5. октобра 2014, уписао је стоти лигашки наступ за Јувентус, у побједи 3:2 против Роме. На дан 1. новембра, постигао је водећи гол из слободног ударца, у побједи 2:0 против Емполија, на 117 годишњицу Јувентуса; то му је био 26 гол из слободних удараца у Серији А, чиме је дошао на два гола иза рекордера — Синише Михајловића. Три дана касније, постигао је гол из слободног ударца у побједи 3:2 против Олимпијакоса, у оквиру групне фазе Лиге шампиона 2014/15. То је била стота утакмица Пирла у Лиги шампиона и први гол за Јувентус у том такмичењу. На дан 15. децембра 2014, проглашен је за најбољег фудбалера Серије А по трећи пут у каријери и трећи пут заредом од доласка у Јувентус; такође се нашао у тиму сезоне Серије А. Током прве утакмице осмине финала Лиге шампиона, у побједи 2:1 против Борусије Дортмунд, Пирло је изашао из игре у првом полувремену, након што је повриједио десни лист, због којег је морао да паузира три недеље. На терен се вратио 11. априла 2015, у утакмици против Парме, гдје је ушао са клупе. У стартну поставу вратио се 14. априла 2015, у првој утакмици четвртфинала против Монака, на којој је помогао Алвару Морати да избори пенал, који је погодио Видал, за побједу од 1:0. Изашао је из игре у другом полувремену, а умјесто њега је ушао Андреа Барзаљи. На дан 26. априла, дао је гол из слободног ударца, у побједи 2:1 против Торина; то му је био 28 гол постигнут из слободних удараца у Серији А, чиме се изједначио са Михајловићем на првом мјесту, по броју постигнутих голова из слободних удараца у Серији А. На дан 20. маја, учествовао је код оба гола у побједи 2:1 против Лација, на стадиону Олимпико у финалу Купа Италије 2015. На дан 6. јуна 2015, играо је за Јувентус у финалу Лиге шампиона, против Барселоне, која је побиједила 3:1, на Олимпијском стадиону у Берлину. То је била последња утакмица Пирла у дресу Јувентуса. Због својих перформанси, нашао се у идеалном тиму Лиге шампиона за сезону 2014/15.
Укупно, одиграо је 164 утакмице за Јувентус у свим такмичењима, постигавши 19 голова (од чега 15 из слободног ударца) и уписавши 39 асистенција, од чега 31 у Серији А на 119 утакмица. Током четири сезоне у Јувентусу, освојио је четири титуле Серије А, четири Купа и два Суперкупа Италије, а такође је играо и четврто финале Лиге шампиона у каријери. Током 20 година у Италији, одиграо је 493 утакмице у Серији А.

### Њујорк Сити

#### 2015.
На дан 6. јула 2015, објављено је да је Пирло потписао уговор са Њујорк Ситијем из америчког МЛС-а. Преласком у Њујорк, постао је најплаћенији италијански фудбалер у свим лигама, са годишњом платом од осам милиона евра. Надмашио га је Грацијано Пеле преласком у Шандонг луненг наредне године. За нови клуб дебитовао је 26. јула 2015, у побједи 5:3 против Орландо Ситија, на стадиону Јенки; ушао је и игру у 56 минуту и учествовао је код трећег и четвртог гола. Први пут се нашао у стартној постави 1. августа, у поразу 3:2 против Монтреал импакта. На дан 12. августа, објављено је да се Пирло нашао на седмом мјесту у избору за најбољег фудбалера Европе. Дан касније, уписао је асистенцију за Давида Виљу, у побједи 3:1 против Ди си јунајтеда. У октобру 2015, нашао се на скраћеном списку од 59 фудбалера номинованих за Златну лопту. Сезону је завршио са пет асистенција на 13 утакмица и завршио је на трећем мјесту по броју пасова у лиги, иако није успио да постигне гол. Упркос томе што су у клубу били Пирло и још двојица освајача Лиге шампиона — Давид Виља и Френк Лампард, Њујорк Сити није успио да се пласира у плеј оф у дебитантској сезони у МЛС лиги, што је изазвало критике медија, који су критиковали Пирла због слабог учинка у одбрани. У новембру, Пирло је постао први фудбалер из МЛС лиге који је номинован за FIFPro најбољих 11 на свијету.

#### 2016.
Прву асистенцију у сезони 2016, уписао је 30. априла, намјестивши гол Виљи из корнера, за побједу од 3:2 против Ванкувер вајткапса. На дан 18. јуна, постигао је први гол у МЛС лиги, из слободног ударца у 50. минуту, у побједи 3:2 против Филаделфија јуниона. У јулу 2016, био је учесник МЛС ол стар утакмице, заједно са Виљом и Каком. Другу сезону у МЛС лиги, завршио је са једним постигнутим голом и 11 асистенција на 32 утакмице, док је Њујорк Сити успио да се пласира у плеј оф по први пут у историји, обезбиједивши мјесто у полуфиналу Источне конференције. Отпао је из тима за прву утакмицу полуфинала конференције, против Торонта, због повреде листа непосредно пред утакмицу, коју је Њујорк изгубио 2:0. У реваншу на домаћем терену, Пирло је играо, али је Њујорк Сити изгубио 5:0 и Торонто је прошао у финале конференције укупним резултатом 7:0.

#### 2017.
Након што се суочавао са физичким проблемима током већег дијела 2017, 8. новембра 2017, објавио је да ће завршити каријеру на крају сезоне. Укупно је одиграо 15 утакмица и уписао је двије асистенције у регуларном дијелу сезоне 2017. МЛС лиге. Последњу утакмицу одиграо је 5. новембра 2017, у побједи 2:0 против Колумбус крјуа, у реванш утакмици полуфинала Источне конференције; Пирло је у игру ушао у 90. минуту, а Њујорк Сити је елиминисан укупним резултатом 4:3, након пораза од 4:1 у првој утакмици. Укупно, одиграо је 62 утакмице за Њујорк Сити, од којих 60 у регуларном дијелу сезоне и двије у плеј офу, током три сезоне; постигао је један гол и уписао 18 асистенција, све и регуларном дијелу сезоне. Званично је објавио крај каријере наредног дана, преко друштвене мреже Twitter.
Ревијална утакмица, под називом – La Notte del Maestro (досл. ноте маестра), одиграна је на стадиону Сан Сиро, у Милану, 21. маја 2018. године, у част завршетка каријере Андрее Пирла; на утакмици, Филипо Инзаги је постигао хет-трик.

## Репрезентативна каријера
Пирло је тихи лидер. Он говори са својим стопалима.— Марчело Липи
 Дати лопту Андреи Пирлу је исто као да је сакријете у сефу.— Збигњев Боњек
 Да ли је он најбољи фудбалер своје генерације? Не баш, али је најважнији.— Михаел Кокс

### Репрезентација до 21 године, Олимпијске игре и Европско 2004.
Пирло је био капитен репрезентације Италије до 21 године на Европском првенству 2000, гдје је носио дрес са бројем 10 и освојио је награду за најбољег играча првенства, а био је и најбољи стријелац, са три гола. Два гола, један из пенала, а један из слободног ударца, постигао је у побједи 2:1 против Чешке, у финалу. Такође, предводио је репрезентацију до полуфинала на Европском првенству 2002. Наступао је за олимпијску репрезентацију Италије на Олимпијским играма 2000 у Сиднеју, гдје је постигао гол у побједи 1:0 против Аустралије у првој утакмици. Играо је и на Олимпијским играма 2004 у Атини, гдје је Италија освојила бронзану медаљу. Са одиграних 46 утакмица и постигнутих 16 голова, рекордер је репрезентације до 21 године по броју одиграних утакмица, а на другом је мјесту на листи стријелаца, иза Алберта Ђилардина.
За сениорску репрезентацију Италије дебитовао је под вођством селектора Ђованија Трапатонија, 7. септембра 2002, у побједи 2:0 против Азербејџана у оквиру квалификација за Европско првенство 2004. Наступио је и у пријатељској утакмици против Турске, касније те године, у ремију 1:1, у Пескари. Први гол постигао је из слободног ударца, у побједи 4:0 против Туниса, у пријатељској утакмици. Прво велико такмичење на којем је учествовао било је Европско првенство 2004, гдје је наступио на двије утакмице: у ремију 1:1 против Шведске и у побједи 2:1 против Бугарске. Италија је испала у групној фази, због лошије гол разлике од Шведске и Данске, након што су све три репрезентације завршиле групу са по пет бодова.

### Свјетско првенство 2006.
Под вођством новог селектора, Марчела Липија, Пирло је постао кључни члан репрезентације у квалификацијама за Свјетско првенство 2006. На дан 26. марта 2005, постигао је два гола из слободних удараца у побједи 2:0 против Шкотске у оквиру квалификација, обезбиједивши пласман Италије на првенство.
Нашао се на списку од 23 играча за Свјетско првенство 2006, гдје је наступио на свим утакмицама, одигравши укупно 688 минута. На првој утакмици групне фазе, постигао је водећи гол у побједи 2:0 против Гане, а затим је учествовао у голу који је постигао Винченцо Јаквинта и проглашен је за играча утакмице. У другој утакмици, у ремију 1:1 против Сједињених Америчких Држава, упутио је ударац главом, који се испоставио кључним код гола Алберта Ђилардина.
У полуфиналу против Њемачке, асистирао је Фабију Гросу за водећи гол у побједи 2:0 у продужецима, након 0:0 у регуларном дијелу, након чега је проглашен за играча утакмице. У финалу против Француске, 9. јула, асистирао је из корнера Марку Матерацију, који је постигао гол за 1:1, након што је Зинедин Зидан дао гол из пенала за вођство Француске. У наставку није било голова, а Италија је побиједила 5:3 на пенале и освојила Свјетско првенство; Пирло је погодио први пенал у серији и проглашен је за играча утакмице. Заједно са саиграчем из Милана — Ђенаром Гатузом, формирао је незамјењиво партнерство на средини терена; током првенства, упутио је 580 пасова, од којих је 475 било успјешно, а такође је забиљежио и 18 освојених лопти. Укупно је проглашен три пута за играча утакмице, што је било више него било који други играч. У избору за најбољег играча првенства, нашао се на трећем мјесту, освојивши тако бронзану лопту, иза Зидана и Канавара. Такође, завршио је првенство као један од петорице фудбалера са највише асистенција, заједно са Франческом Тотијем, Бастијаном Швајнштајгером, Хуаном Романом Рикелмеом и Луисом Фигом, са по четири асистенције. Нашао се у идеалном тиму првенства и у избору FIFPro најбољих 11 на свијету, а у избору за Златну лопту, нашао се на деветом мјесту.
„Не осјећам притисак ... Не бавим се превише тиме. Провео сам пријеподне 9. јула спавајући у Берлину и играјући плејстејшен. Увече, изашао сам и освојио Свјетско првенство“.— Пирло о свом менталном стању у побједи Италије против Француске у финалу Свјетског првенства 2006.

### Европско 2008. и Свјетско 2010.
На Европском првенству 2008, одиграо је све три утакмице у групној фази, а добио је награду за играча утакмице у другој утакмици, у ремију 1:1 против Румуније. Четири дана касније, дао је гол из пенала у побједи 2:0 против Француске, у последњој утакмици групне фазе, чиме је Француска испала са првенства. У четвртфиналу, Италија је изгубила од Шпаније на пенале 4:2, након што је било 0:0 у регуларном дијелу; Пирло и Гатузо су били суспендовани за ту утакмицу.
На дан 15. јула, Пирло је асистирао код другог гола Ђузепеа Росија, у побједи 3:1 против Сједињених Држава, на Купу конфедерација 2009. Наредне двије утакмице у групној фази, Италија је изгубила, од Египта и Бразила и испала је из такмичења.
Пирло није могао да игра на прве двије утакмице на Свјетском првенству 2010 због повреде. Ушао је и игру са клупе на утакмици трећег кола против Словачке. Италија је изгубила 3:2 и испала је са првенства у групној фази.

### Европско првенство 2012.
Селектор Чезаре Прандели, именовао је Пирла за вице-капитена репрезентације, иза капитена Буфона. У Квалификацијама за Европско првенство 2012, које је Италија завршила без пораза, играо је на девет утакмица; уписао је неколико асистенција и постигао је један гол, у побједи 5:0 против Фарских Острва, 7. септембра 2010.
Због добрих перформанси којима је видио Јувентус до титуле у Серији А, нашао се на ширем списку од 32 играча за Европско првенство, а затим се нашао и на коначном списку од 23 играча. У првом колу групне фазе, асистирао је Антонију ди Наталеу, који је постигао водећи гол у ремију 1:1 против Шпаније, 10. јуна 2012. У другом колу, постигао је гол из слободног ударца, у ремију 1:1 против Хрватске, гдје је проглашен за играча утакмице. У последњем, трећем колу групне фазе, асистирао је Антонију Касану из корнера за водећи гол против Републике Ирске; Италија је побиједила 2:0, Марио Балотели је постигао други гол, и репрезентација се пласирала у четвртфинале са другог мјеста у групи Ц.
У четвртфиналу, Италија је побиједила Енглеску 4:2 на пенале, након што је у регуларном дијелу било 0:0; Пирло је проглашен за играча утакмице. У пенал серији, постигао је пенал тако што је заврнуо лопту која је завршила по средини гола, што је познато као Паненка. Након утакмице, изјавио је: „у том тренутку, видио сам да голман прави чудне покрете, тако да сам чекао да се помјери и ударио лопту тако... Било ми је лакше да је заврнем у том тренутку. Можда је мој потез ставио мало притиска на Енглеску“. На утакмици, Пирло је направио више пасова него цијели везни ред Енглеске, са укупно 131 пасом, што је други највећи број пасова на једној утакмици у историји Европског првенства, иза Чавија; такође, имао је 87% успјешности пасова, док је Италија имала 63% посјед лопте. На утакмици,, претрчао је укупно 11,58 km, више него било који енглески фудбалер.
У полуфиналу, 28. јуна, Италија је побиједила Њемачку 2:1, а Пирло је започео акцију која је довела до првог гола, који је постигао Балотели, добивши награду за играча утакмице. У финалу, Шпанија је побиједила 4:0.
Награду за играча утакмице добио је три пута, што је, заједно са Андресом Инијестом највише на првенству. Номинован је за најбољег играча првенства, али је награда припала Инијести; а сврстан је у идеални тим првенства.

### Куп конфедерација 2013.
Нашао се на списку играча за Куп конфедерација 2013, у Бразилу. У првој утакмици групне фазе, против Мексика, забиљежио је стоти наступ у репрезентацији; Италија је побиједила 2:1, а Пирло је проглашен за играча утакмице. Утакмицом против Мексика, постао је тек пети италијански фудбалер који је забиљежио 100 или више наступа за репрезентацију, након Дина Зофа, Паола Малдинија, Ђанлуиђија Буфона и Фабија Канавара. У другом мечу групне фазе, против Јапана, асистирао је Данијелеу де Росију из корнера, у утакмици коју је Италија добила 4:3 и по први пут се пласирала у полуфинале Купа конфедерација. Пирло није играо у трећој утакмици групне фазе, против Бразила, због мање повреде коју је задобио при крају утакмице против Јапана, али могао је да наступи у полуфиналу. Италија је изгубила 4:2 од Бразила, завршила је групу на другом мјесту и у полуфиналу је играла против Шпаније. Утакмица је завршена 0:0 у регуларном дијелу, док је Шпанија побиједила 7:6 на пенале; Леонардо Бонучи је промашио пенал, док је Пирло погодио. На утакмици за треће мјесто, у којој је Италија побиједила Уругвај 3:2 на пенале, након ремија 2:2 у регуларном дијелу, Пирло није играо због повреде. Изабран је у идеални тим Купа конфедерација и био је номинован за најбољег играча турнира — награду Златна лопта, али није успио да се нађе у топ 3 играча; за најбољег играча проглашен је Нејмар, друго мјесто припало је Инијести, а треће Паулињу.

### Свјетско првенство 2014.
У квалификацијама за Свјетско првенство 2014, које је Италија завршила на првом мјесту у групи, без пораза, Пирло је постигао један гол, пенал у побједи 3:1 против Јерменије, док је уписао неколико асистенција. На дан 5. јуна 2014, нашао се на списку селектора Пранделија, од 23 играча за Свјетско првенство у Бразилу. На дан 12. јуна, Пирло је изјавио да ће се повући из репрезентације након првенства.
Италија је била у групи Д, са Костариком, Енглеском и Уругвајем, која је, од стране медија, названа група смрти. У првој утакмици, против Енглеске, Пирло је носио капитенску траку, јер је Буфон био повријеђен. Италија је побиједила 2:1, а Пирло је допринио тако што је контролисао ток игре и створио неколико прилика за гол. Током утакмице, направио је 108 пасова, уз проценат успјешности 95.4%, што је више остварених пасова него било који други играч у првом колу групне фазе Свјетског првенства 2014.  Са процентом успјешних пасова од 93.2%, Италија је изједначила рекорд Данске са првенства 1966, са највећим процентом успјешних пасова на једној утакмици Свјетског првенства; од 602 упућена паса, 561 је био успјешан. Пирло је допринио првом голу Италије на утакмици; Антонио Кандрева је извео корнер до Марка Вератија, који је центрирао до Пирла, али Пирло је пропустио лопту отишавши на страну и повукао је играча за собом, што је оставило простор за Клаудија Маркизија, који је постигао гол; такође, погодио је оквир гола из слободног ударца у надокнади времена. Друге двије утакмице групне фазе, против Костарике и Уругваја, Италија је изгубила са по 1:0 и испала је у групној фази, завршивши на трећем мјесту, иза Костарике и Уругваја. Утакмица против Уругваја, била је 112 за Пирла у репрезентацији, чиме се изједначио са Дином Зофом и дошао на четврто мјесто по броју одиграних утакмица за репрезентацију. Фудбалери Италије и селектор Чезаре Прандели, критиковани су због тога што су се превише ослонили на Пирла да креира шансе за гол. Иако је Пирло креирао неколико гол шанси и извео неколико добрих слободних удараца, његове перформансе су биле ограничене јер је због великог притиска противничких дефанзиваца и био је много мање доминантан него у првој утакмици против Енглеске. Иако је претходно изјавио да ће се повући из репрезентације, након доласка у Италију истакао је да ће и даље бити доступан за национални тим.

### Европско првенство 2016.
Иако је претходно најавио да ће се повући из репрезентације након Свјетског првенства 2014, промијенио је одлуку и, под новим селектором — Антониом Контеом, вратио се у репрезентацију. На дан 10. октобра, стартовао је утакмицу другог кола квалификација за Европско првенство 2016, у побједи 2:1 против Азербејџана, чиме је, са 113 наступа, престигао Зофа. На утакмици, асистирао је Ђорђу Кјелинију из корнера за водећи гол. У августу 2015, позван је за утакмице квалификација против Малте и Бугарске. Играо је у побједи 1:0 против Малте, поставши тако први италијански фудбалер који је из МЛС лиге наступио за репрезентацију. Утакмица против Малте била је његова последња утакмица за репрезентацију. Укупно, наступио је на четири утакмице под вођством Контеа, док се Италија пласирала на првенство побједом 3:1 против Азербејџана. На дан 23. маја 2016, Пирло и други италијански фудбалер из МЛС лиге — Ђовинко, нису се нашли на скраћеном списку од 30 играча за Европско првенство. Након своје одлуке, Конте је изјавио: „када донесете одређени избор да играте у одређеним лигама, радите то узимајући у обзир посљедице са фудбалске тачке гледишта“. У одговору на Контеов коментар, Пирло је за Скај спорт изјавио: „разговарао сам са Контеом и нема разочарења са моје стране, он зна шта треба да ради и шта не треба. Имали смо расправу током сезоне и обје стране су донијеле своје одлуке. Он је тренер и његово је право да доноси одлуке и да одлучи ко је најбољи за њега. Надам се да ће Италија освојити првенство, иако су неке друге репрезентације фаворити, као Њемачка, Шпанија и Француска.
Укупно, Пирло је одиграо 116 утакмица и постигао је 13 голова. У тренутку завршетка репрезентативне каријере, био је на четвртом мјесту по броју одиграних утакмица за репрезентацију, али га је касније престигао Данијеле де Роси.

## Стил игре
„Пирло је геније. Заједно са Бађом, мислим да је он највећи таленат који је италијански фудбал дао у последњих 25 година“.— Ђанлуиђи Буфон
 „Пирло проналази пас у дјелићу секунде, за који би слабији играчи могли да проведу цијели живот чекајући да га примијете“.— Карло Анчелоти
 „Пирло може са својим стопалима да уради шта год хоће. Он је геније”.— Јохан Кројф

### Позиција и пријем
Тактички, Пирло је био способан да игра на неколико позиција, али је, и у клубовима и у репрезентацији, углавном играо на позицији централног везног, као дубоки плејмејкер, због своје визије и прецизности пасова. Због добре технике и креативности, означен је од стране многих фудбалера, тренера и експерата као један од најбољих фудбалера на тој позицији икада; Током каријере,сматран је за једног од најбољих везних фудбалера на свијету и своје генерације, као и за једног од најбољих италијанских фудбалера икада, а као један од најбољих везних фудбалера свих времена, означен је од стране многих фудбалера, тренера и експерата. Каријеру је почео као офанзивни везни, а такође је играо и као друго нападач повремено. Иако је сматран за талентовану младу наду и поређен са бившим италијанским фудбалером, Ђанијем Ривером, Пирло се повремено мучио на тој позицији, због недостатка брзине и такмичарске форме коју имају други талентовани и више динамични фудбалери на његовој позицији.
Због свега тога, касније је премјештен на позицију централног везног, као дубоки плејмејкер испред одбране; на новој позицији почели су да га користе Мацоне, Терим и Анчелоти, код кога је Пирло успио да развије све своје јединствене способности. На овој позицији, Пирло је био у стању да најбоље користи своје способности и дозвољава му да креативно управља игром са дубље позиције у центру или са позиције дефанзивног везног, гдје му је дозвољено више времена са лоптом и креирање шанси за гол путем дугих лопти. Током последње сезоне у Милану, такође је играо на крилу, под тренером Алегријем, због своје способности да упути добре ценраршутеве.

### Вјештине
Иако нема велику брзину, снагу, битне дефанзивне вјештине и рашчишћавање ситуација, познат је и хваљен због своје контроле лопте, композицији игре, технике, баланса, контроле близу противничких играча и дриблинга, као и због креативности и надмудривања играча финтама током ситуација један на један, како би задржао лопту и створио простор за себе да игра и прима пасеве. Његова реакција и способност да предвиди игру, такође му омогућавају да покрије централни дио терена и пресијече пас противничких играча, упркос недостатку брзине или физичке снаге. Као плејмејкер, хваљен је од стране експерата због своје визије, свјесности, фудбалске интелигенције, као и због покрета, осјећаја за позиционирање, стваралачке игре, предвиђања потеза противничких играча и широког опсјега дистрибуције лопте, што му омогућава да одигра са лоптом први пут и ријетко изгуби посјед, чак и када је под притиском; такође, познат је по својој прецизности и високом проценту тачних пасева, вођењем кратких размјена са саиграчима, али и честих покушаја ризичних пасева, такође је познат по изузетној прецизности дугих пасева, и по земљи и у ваздуху, са обје ноге, иако му је природно јача десна нога. Сматра се једним од најбољих фудбалера, а такође је познат по способности да постигне гол са велике удаљености. Те карактеристике дозвољавају му да допринесе офанзивној игри тима са головима и асистенцијама.
Пирло је био специјалиста за слободне ударце и пенале. Током каријере, означен је од стране многих као најбољи извођач слободних удараца на свијету, и хваљен је од стране многих експерата због своје разноврсности и способности да постигне гол или створи шансу за гол из немогућих ситуација. Изузетно је ефективан у заврнутим ударцима на гол из близине, техника коју је усавршио посматрајући Бађа на тренинзима током периода када су заједно били у Бреши. Када је био млађи, Зико, Мишел Платини и Дијего Марадона су такође имали значајан утицај на његово извођење слободних удараца. Такође је способан за постизање голова из слободних удараца са велике удаљености, са великом снагом, што је инспирисано техником извођења слободних удараца Жуниња Пернамбукана; та техника је касније названа маледета у италијанским медијима. Пирло је постигао највише голова у Серији А из слободних удараца, заједно са Синишом Михајловићем, по 28.

### Надимци
Фудбалери репрезентације Италије, дали су му надимак l'architetto (архитекта), због начина на који гради игру и ствара шансе за гол са дугим пасевима, налик на лоб. У каснијим сезонама, навијачи Јувентуса, дали су му надимак il professore (професор), Maestro (маестро), и Mozart (Моцарт), као референцу на способности аустријског композитора, Волфганга Амадеуса Моцарта. Често је поређен са бившим плејмејкером Милана и репрезентације Италије — Албертинијем, на почетку каријере у Милану, због сличних карактеристика и стила игре. Пирло је често сматран Албертинијевим насљедником у Милану и репрезентацији; наслиједио је његов надимак the metronome, док је играо за Милан, због начина на који је утицао на игру, контролишући темпо директним, прецизним и ефикасним пасевима на средини терена, као и због способности да се отвори саиграчима да прими лопту и упути је даље у напад.

## Тренерска каријера
У августу 2019, уписао је курс за УЕФА про лиценцу за тренера, у Коверчијану. Дана 30. јула 2020, Пирло је постављен за главног тренера резервног тима Јувентуса који се такмичи у Серији Ц. На дан 8. августа 2020, након што је Маурицио Сари добио отказ, Пирло је постављен за тренера првог тима Јувентуса, потписавши двогодишњи уговор. УЕФА про лиценцу добио је 16. септембра 2020; добио је 107 од 110 бодова на усменој одбрани свог рада од 30 страница под називом „фудбал какав бих волио“ (итал. Il calcio che vorrei). Навео је да су његову идеју фудбала инспирисали Барселона са Јоханом Кројфом и касније са Пепом Гвардиолом, као и Ајакс са Лујем ван Галом, Милан са Карлом Анчелотијем и Јувентус са Антониом Контеом.
У првој такмичарској утакмици као главни тренер, Јувентус је побиједио Сампдорију 3:0, 20. септембра 2020. У првој утакмици у Лиги шампиона, Јувентус је побиједио Динамо Кијев у гостима 2:0, поставши тако трећи тренер Јувентуса, након Липија и Капела, који је побиједио на својој првој утакмици на гостовању у Лиги шампиона.

## Приватни живот
Андреа Пирло је један од двоје дјеце у породици, са братом Иваном. Са Женом Дебором Роверси, вјенчао се 2001. године и имају двоје дјеце: сина Николу (рођен 2003) и ћерку Анђелу (рођена 2006).
Пирлов отац покренуо је компанију за трговину метала у Бреши 1982. године, под називом Elg Steel. Пирло је задржао удио у породичном бизнису. С обзиром на његово богатство од породичног бизниса и фудбала, Пирло је у интервјуу за часопис Vanity Fair, истакао да никада не прича о новцу. Пирло је познат као познавалац вина, а води и сопствену винарију у Италији, која производи око 15—20.000 флаша вина годишње.
Године 2013, написао је аутобиографију, коју је Алесандар Алчато назвао Penso Quindi Gioco (Мислим, дакле играм). На дан 1. септембра 2014, заједно са многим бившим и садашњим фудбалерима, учествовао је у „Утакмици за мир“, која је играна на стадиону Олимпико у Риму, а зарада је у потпуности донирана у хуманитарне сврхе. Исте године, открио је да је навијао за Интер у дјетињству и да му је омиљени фудбалер, који је имао и највећи утицај на њега као играча, био бивши њемачки везни фудбалер, Лотар Матеус, у периоду док је био у Интеру, и Роберто Бађо, због свог стила игре и улоге офанзивног везног, на којој је Пирло играо тада.
У јулу 2016, објављено је да је Пирлов дрес најпродаванији дрес из МЛС лиге у 2016. години.
Након што се развео од Деборе, његова нова партнерка — Валентина Балдини, родила је близанце 7. јула 2017, којима су дали имена Леонардо и Томазо.
Пирло се нашао у игрици компаније EA Sports — FIFA 20, популарном годишњем издању фудбалске видео игрице FIFA, у тиму ултимативних фудбалских икона.

## Статистика каријере

### Клубови
Извор:
| Клуб               | Сезона            | Лига              | Лига  | Лига | Куп   | Куп  | Континентално | Континентално | Остало | Остало | Укупно | Укупно |
| Клуб               | Сезона            | Лига              | Наст. | Гол. | Наст. | Гол. | Наст.         | Гол.          | Наст.  | Гол.   | Наст.  | Гол.   |
| ------------------ | ----------------- | ----------------- | ----- | ---- | ----- | ---- | ------------- | ------------- | ------ | ------ | ------ | ------ |
| Бреша              | 1994/95.          | Серија А          | 1     | 0    | 0     | 0    | –             | –             | –      | –      | 1      | 0      |
| Бреша              | 1995/96.          | Серија Б          | 0     | 0    | 0     | 0    | –             | –             | –      | –      | 0      | 0      |
| Бреша              | 1996/97.          | Серија Б          | 17    | 2    | 1     | 0    | –             | –             | –      | –      | 18     | 2      |
| Бреша              | 1997/98.          | Серија А          | 29    | 4    | 1     | 0    | –             | –             | –      | –      | 30     | 4      |
| Бреша              | 2000/01.          | Серија А          | 10    | 0    | 0     | 0    | –             | –             | –      | –      | 10     | 0      |
| Бреша              | Укупно            | Укупно            | 57    | 6    | 2     | 0    | –             | –             | –      | –      | 59     | 6      |
| Интер              | 1998/99.          | Серија А          | 18    | 0    | 7     | 0    | 7             | 0             | –      | –      | 32     | 0      |
| Интер              | 2000/01.          | Серија А          | 4     | 0    | 1     | 0    | 3             | 0             | –      | –      | 8      | 0      |
| Интер              | Укупно            | Укупно            | 22    | 0    | 8     | 0    | 10            | 0             | –      | –      | 40     | 0      |
| Ређина (позајмица) | 1999/00.          | Серија А          | 28    | 6    | 2     | 0    | –             | –             | –      | –      | 30     | 6      |
| Ређина (позајмица) | Укупно            | Укупно            | 28    | 6    | 2     | 0    | –             | –             | –      | –      | 30     | 6      |
| Милан              | 2001/02.          | Серија А          | 18    | 2    | 2     | 0    | 9             | 0             | —      | —      | 29     | 2      |
| Милан              | 2002/03.          | Серија А          | 27    | 9    | 2     | 0    | 13            | 0             | —      | —      | 42     | 9      |
| Милан              | 2003/04.          | Серија А          | 32    | 6    | 0     | 0    | 10            | 1             | 2      | 1      | 44     | 8      |
| Милан              | 2004/05.          | Серија А          | 30    | 4    | 1     | 0    | 12            | 1             | 0      | 0      | 43     | 5      |
| Милан              | 2005/06.          | Серија А          | 33    | 4    | 4     | 0    | 12            | 1             | —      | —      | 49     | 5      |
| Милан              | 2006/07.          | Серија А          | 34    | 2    | 4     | 0    | 14            | 1             | —      | —      | 52     | 3      |
| Милан              | 2007/08.          | Серија А          | 33    | 3    | 1     | 0    | 9             | 2             | 2      | 0      | 45     | 5      |
| Милан              | 2008/09.          | Серија А          | 26    | 1    | 0     | 0    | 3             | 1             | —      | —      | 29     | 2      |
| Милан              | 2009/10.          | Серија А          | 34    | 0    | 1     | 0    | 8             | 1             | —      | —      | 43     | 1      |
| Милан              | 2010/11.          | Серија А          | 17    | 1    | 3     | 0    | 5             | 0             | —      | —      | 25     | 1      |
| Милан              | Укупно            | Укупно            | 284   | 32   | 18    | 0    | 95            | 8             | 4      | 1      | 401    | 41     |
| Јувентус           | 2011/12.          | Серија А          | 37    | 3    | 4     | 0    | —             | —             | —      | —      | 41     | 3      |
| Јувентус           | 2012/13.          | Серија А          | 32    | 5    | 2     | 0    | 10            | 0             | 1      | 0      | 45     | 5      |
| Јувентус           | 2013/14.          | Серија А          | 30    | 4    | 1     | 0    | 13            | 2             | 1      | 0      | 45     | 6      |
| Јувентус           | 2014/15.          | Серија А          | 20    | 4    | 2     | 0    | 10            | 1             | 1      | 0      | 33     | 5      |
| Јувентус           | Укупно            | Укупно            | 119   | 16   | 9     | 0    | 33            | 3             | 3      | 0      | 164    | 19     |
| Њујорк Сити        | 2015.             | МЛС               | 13    | 0    | 0     | 0    | —             | —             | —      | —      | 13     | 0      |
| Њујорк Сити        | 2016.             | МЛС               | 32    | 1    | 0     | 0    | —             | —             | 1      | 0      | 33     | 1      |
| Њујорк Сити        | 2017.             | МЛС               | 15    | 0    | 0     | 0    | —             | —             | 1      | 0      | 16     | 0      |
| Њујорк Сити        | Укупно            | Укупно            | 60    | 1    | 0     | 0    | 0             | 0             | 2      | 0      | 62     | 1      |
| Укупно у каријери  | Укупно у каријери | Укупно у каријери | 570   | 61   | 39    | 0    | 138           | 11            | 9      | 1      | 756    | 73     |

1. 1 2 3 4 5 6 7 8 9  Сви наступи у Лиги шампиона.
2. ↑  Два наступа у Лиги шампиона, један наступ у Купу УЕФА.
3. 1 2  Сви наступи у Купу УЕФА
4. ↑  Девет наступа и један гол у Лиги шампиона 2003/04. и један наступ у Суперкупу Европе.
5. ↑  Један наступ и један гол у Суперкупу Италије и један наступ у Међународном купу.
6. ↑  Осам наступа и два гола у Лиги шампиона 2007/08 и један наступ у Суперкупу Европе.
7. ↑  Наступи на Свјетском клупском првенству.
8. 1 2 3  Наступ у Суперкупу Италије.
9. ↑  Пет наступа у Лиги шампиона, осам наступа и два гола Лиги Европе.
10. 1 2  Наступ у МЛС плеј офу.

### Репрезентација
Извор:
| Италија |         |        |
| Година  | Наступи | Голови |
| 2002    | 4       | 0      |
| 2003    | 1       | 0      |
| 2004    | 7       | 1      |
| 2005    | 9       | 3      |
| 2006    | 14      | 1      |
| 2007    | 8       | 1      |
| 2008    | 9       | 1      |
| 2009    | 12      | 1      |
| 2010    | 8       | 1      |
| 2011    | 9       | 0      |
| 2012    | 13      | 2      |
| 2013    | 13      | 2      |
| 2014    | 6       | 0      |
| 2015    | 3       | 0      |
| Укупно  | 116     | 13     |

#### Голови за репрезентацију
Голови за репрезентацију, по датумима, са приказом стадиона, противника, резултата и такмичења.
| Број | Датум              | Стадион                                   | Противник       | Гол за | Коначан резултат | Такмичење                                 |
| ---- | ------------------ | ----------------------------------------- | --------------- | ------ | ---------------- | ----------------------------------------- |
| 1.   | 30. мај 2004.      | Олимпијски стадион Рад, Рад, Тунис        | Тунис           | 3–0    | 4–0              | Пријатељска                               |
| 2.   | 26. март 2005.     | Сан Сиро, Милано, Италија                 | Шкотска         | 1:0    | 2:0              | Квалификације за Свјетско првенство 2006. |
| 3.   | 26. март 2005.     | Сан Сиро, Милано, Италија                 | Шкотска         | 2:0    | 2:0              | Квалификације за Свјетско првенство 2006. |
| 4.   | 17. август 2005.   | Стадион Лансдаун роад, Даблин, Ирска      | Република Ирска | 1:0    | 2:1              | Пријатељска                               |
| 5.   | 12. јун 2006.      | ХДИ арена, Хановер, Њемачка               | Гана            | 1:0    | 2:0              | Свјетско првенство 2006.                  |
| 6.   | 13. октобар 2007.  | Стадион Луиђи Ферарис, Ђенова, Италија    | Грузија         | 1:0    | 2:0              | Квалификације за Европско првенство 2008. |
| 7.   | 17. јун 2008.      | Стадион Лецигрунд, Цирих, Швајцарска      | Француска       | 1:0    | 2:0              | Европско првенство 2008.                  |
| 8.   | 28. март 2009.     | Стадион под Горицом, Подгорица, Црна Гора | Црна Гора       | 1:0    | 2:0              | Квалификације за Свјетско првенство 2010. |
| 9.   | 7. септембар 2010. | Стадион Артемио Франки, Фиренца, Италија  | Фарска Острва   | 5:0    | 5:0              | Квалификације за Европско првенство 2012. |
| 10.  | 14. јун 2012.      | Градски стадион, Познањ, Пољска           | Хрватска        | 1:0    | 1:1              | Европско првенство 2012.                  |
| 11.  | 12. октобар 2012.  | Стадион Храздан, Јереван, Јерменија       | Јерменија       | 1:0    | 3:1              | Квалификације за Свјетско првенство 2014. |
| 12.  | 31. мај 2013.      | Стадион Ренато дал’Ара, Болоња, Италија   | Сан Марино      | 3:0    | 4:0              | Пријатељска                               |
| 13.  | 16. јун 2013.      | Маракана, Рио де Жанеиро, Бразил          | Мексико         | 1:0    | 2:1              | Куп конфедерација 2013.                   |

## Трофеји и награде (као играч)
Бреша
- Серија Б (1) : 1996/97.

Милан
- Првенство Италије (2) : 2003/04. и 2010/11.
- Куп Италије (1) : 2002/03.
- Суперкуп Италије (1) : 2004.
- Лига шампиона (2) : 2002/03. и 2006/07. (финале 2004/05).
- Суперкуп Европе (2) : 2003. и 2007.
- Светско првенство за клубове (1) : 2007.
- Интерконтинентални куп : финале 2003.

Јувентус
- Серија А (4) : 2011/12, 2012/13, 2013/14. и 2014/15.
- Куп Италије (1) : 2014/15.
- Суперкуп Италије (2) : 2012. и 2013.
- Лига шампиона : финале 2014/15.

Италија
- Свјетско првенство (1) : 2006.[317]
- Европско првенство до 21 године (1) : 2000.[108]
- Летње олимпијске игре  бронза : 2004.[108]
- Куп конфедерација: треће мјесто 2013.[2]

### Индивидуално
- Најбољи играч на Европском првенству за фудбалере до 21 године: 2000[108]
- Најбољи стријелац Европског првенства за фудбалере до 21 године: 2000[108]
- Свјетско првенство 2006: ол стар тим[2]
- Свјетско првенство 2006: бронзана лопта[2]
- Свјетско првенство 2007: најбољи асистент[318]
- Финале Свјетског првенства 2006: Играч утакмице[2]
- IFFHS најбољи плејмејкер: 3 мјесто 2006,[319] 2 мјесто 2007,[320] 9 мјесто 2009,[321] 4 мјесто 2012,[322] 3 мјесто 2013,[323] 3 мјесто 2015[324][325]
- FIFPro најбољих 11 на свијету: 2006[12]
- FIFPro најбољих 11, 3 тим: 2013, 2014[326][327]
- Златна лопта: 2006 (9 мјесто),[66][328] 2007 (5 мјесто),[75] 2012 (7 мјесто)[117][329]
- ФИФА фудбалер године: 2007 (7 мјесто)[2]
- УЕФА суперкуп играч утакмице: 2007[72]
- ESPN свјетски тим деценије: 2009[330]
- ESM тим године: 2011/12[107]
- Палоне д’Арђенто: 2011/12[331]
- Палоне азуро: 2012[332]
- Гверин д’Оро: 2012[333]
- Идеални тим Европског првенства: 2012[108]
- УЕФА најбољи фудбалер Европе: 2012, 2015 (7 мјесто)[11]
- УЕФА тим године: 2012[108]
- Најбољи асистент Серије А: 2011/12[103]
- Тим године Серије А: 2011/12,[334] 2012/13,[103]
- Тим године Серије А: 2011/12, 2013/14,[335][336] 2014/15[337]
- Везни играч године у Серији А: 2012[335]
- Везни играч године Серије А: 2012, 2013, 2014[335]
- Гаетано Счиреа: 2013[338]
- Идеални тим Купа конфедерација: 2013[213]
- Најбољих 11 по индексу на Купу конфигурација: 2013[339]
- Тим сезоне Лиге Европе: 2013–14[340]
- Тим сезоне Лиге шампиона: 2014/15[138]
- Кућа славних Милана[7]
- Најбољи тим свих времена Европског првенства за играче до 21 године: 2015[341]
- Кућа славних Њујорк Ситија: септембар 2015[342]
- Награда за животно дјело Глобе сокер 2015[343]
- Најбољи тим Европског првенства свих времена: 2016[344]
- Учесник ол стара МЛС лиге: 2016[153]
- Најбољих 11 Јувентуса свих времена: 2017[345]
- Награда Ђакинто Факети: 2017[346]
- Златно стопало за заслуге у каријери: 2018[347]
- Кућа славних италијанског фудбала: 2019[348]
- Тим снова франс фудбала (сребрни тим): 2020[349]

### Редови
- 5 класа/витез: Ред заслужних Италије: 2004

-  Италијански олимпијски комитет: златна награда за заслуге у спорту: 2006

- 4 класа/чиновник: Ред заслужних Италије: 2006

## Трофеји и награде (као тренер)
Јувентус
- Куп Италије (1) : 2020/21.
- Суперкуп Италије (1) : 2020.